# Peter Kennaugh
Peter Kennaugh (ur. 15 czerwca 1989 w Douglas na Wyspie Man) – brytyjski kolarz szosowy i torowy. Mistrz olimpijski oraz dwukrotny medalista mistrzostw świata w kolarstwie torowym w wyścigu drużynowym na dochodzenie.

## Życiorys
Urodził się w Douglas na Wyspie Man. Jego młodszy brat Tim oraz ojciec również są kolarzami. Pierwszą konkurencją rowerową jaką uprawiał Kennaugh był BMX. Miał wtedy 6 lat.
W 2008 roku został członkiem prowadzonej przez narodowy związek kolarski Akademii Olimpijskiej z którą przebywał w Toskanii we Włoszech. W tym samym roku został mistrzem Wielkiej Brytanii w kategorii do lat 23. W lutym 2009 roku został mistrzem Wielkiej Brytanii w madisonie. Jego partnerem podczas tych zawodów był Mark Christian. Latem obronił tytuł młodzieżowego mistrza Wielkiej Brytanii, a we wrześniu podczas mistrzostw świata w Mendrisio zajął czwarte miejsce w kategorii do lat 23.
9 września 2009 roku ogłoszono, iż sezon 2010 będzie pierwszym w profesjonalnym zespole Team Sky. Przez tygodnik Cycling Weekly został opisany jako "najbardziej utalentowany młody zawodnik z Wyspy Man linii od czasu swojego przyjaciela i gwiazdy sprintera Marka Cavendisha".
23 marca 2011 podczas torowych mistrzostw świata w Apeldoorn Brytyjczycy w składzie: Steven Burke, Edward Clancy, Peter Kennaugh, Andrew Tennant i Geraint Thomas zdobyli brązowy medal w wyścigu drużynowym na dochodzenie. W tym samym składzie zdobyli także złoty medal na mistrzostwach Europy w Apeldoorn w tym samym roku. 7 maja po raz pierwszy w karierze rozpoczął zmagania podczas Wielkiego Touru w Giro d'Italia. Był ponadto piąty w klasyfikacji generalnej 68. edycji Tour de Pologne. Na torowych mistrzostwach świata w Melbourne w 2012 roku drużyna brytyjska z Kennaugh'em w składzie zdobyła złoty medal w drużynowym wyścigu na dochodzenie.

## Najważniejsze zwycięstwa i sukcesy

### kolarstwo torowe
2003
- 1. miejsce w mistrzostwach świata juniorów (scratch)

2007
- 1. miejsce w mistrzostwach Wielkiej Brytanii juniorów (start wspólny)

2009
- 1. miejsce w mistrzostwach Wielkiej Brytanii (madison)

2010
- 1. miejsce w mistrzostwach Wielkiej Brytanii (scratch)
- 1. miejsce w mistrzostwach Wielkiej Brytanii (wyścig ind. na dochodzenie)

2011
- 1. miejsce w mistrzostwach Wielkiej Brytanii (madison)
- 1. miejsce w mistrzostwach Wielkiej Brytanii (wyścig punktowy)
- 3. miejsce w mistrzostwach świata (wyścig druż. na dochodzenie)
- 1. miejsce w mistrzostwach Europy (wyścig druż. na dochodzenie)

2012
- 1. miejsce w igrzyskach olimpijskich  (wyścig druż. na dochodzenie)
- 1. miejsce w mistrzostwach świata (wyścig druż. na dochodzenie)

### kolarstwo szosowe
2007
- 1. miejsce w mistrzostwach Wielkiej Brytanii juniorów (start wspólny)

2008
- 1. miejsce w mistrzostwach Wielkiej Brytanii do lat 23 (start wspólny)

2009
- 1. miejsce w mistrzostwach Wielkiej Brytanii do lat 23 (start wspólny)

2010
- 2. miejsce w mistrzostwach Wielkiej Brytanii (start wspólny)

2011
- 3. miejsce w Route du Sud
- 3. miejsce w mistrzostwach Wielkiej Brytanii (start wspólny)
- 5. miejsce w Tour de Pologne

2014
- 1. miejsce w Settimana Internazionale di Coppi e Bartali
  - 1. miejsce na 2. etapie
- 1. miejsce w mistrzostwach Wielkiej Brytanii (start wspólny)
- 1. miejsce w Österreich-Rundfahrt
  - 1. miejsce na 1. etapie

2015
- 1. miejsce na 1. etapie Critérium du Dauphiné
- 1. miejsce w mistrzostwach Wielkiej Brytanii (start wspólny)

2016
- 1. miejsce w Cadel Evans Great Ocean Road Race
- 1. miejsce na 1. etapie (jazda druż. na czas) Vuelta a España

2017
- 1. miejsce na 7. etapie Critérium du Dauphiné

2018
- 1. miejsce w Grand Prix Cerami